# Chi Quỷ xuy tiêu
Chi Quỷ xuy tiêu (danh pháp khoa học: Leycesteria) là một chi thực vật hạt kín trong họ Kim ngân (Caprifoliaceae), bản địa của khu vực ôn đới châu Á, cụ thể là trong khu vực ven Himalaya và tây nam Trung Quốc. Tên gọi chung của chúng trong tiếng Trung là 鬼吹箫 (quỷ xuy tiêu, nghĩa là quỷ thổi tiêu).

## Đặc điểm
Chi này chứa khoảng 7 loài hiện được công nhận. Chúng là các cây bụi nhỏ có lá sớm rụng, với thân sống ngắn ngày, có chất gỗ mềm, mọc cao tới 1-2,5 m. Các cành rỗng ruột hay với lõi đặc. Lá đơn, mọc đối, mép lá nguyên hay có khía răng cưa, đôi khi lượn sóng; lá kèm có hoặc không. Cụm hoa hình bông hay các hoa mọc thành vòng không cuống gồm 6 hoa ở đầu cành hay nách lá, thường với các lá bắc có tổng bao hình lá dễ thấy. Lá đài 5. Tràng hoa 5 thùy, màu trắng, hồng, đỏ-tía hay vàng-cam, hình phễu, cân đối; ống lồi tại phần gốc. Nhị hoa 5; bao phấn đính lưng. Bầu nhụy 5-, 7- hay 8-ngăn, nhiều noãn mỗi ngăn; vòi nhụy dài, mảnh; đầu nhụy hình khiên hay hình đầu. Quả là loại quả mọng, với đài hoa bền; hạt nhỏ và nhiều.

## Các loài
- Leycesteria crocothyrsos - Quỷ xuy tiêu hoa vàng
- Leycesteria formosa - Quỷ xuy tiêu
  - Leycesteria formosa var. formosa
  - Leycesteria formosa var. stenosepala
- Leycesteria glaucophylla
- Leycesteria gracilis - Quỷ xuy tiêu nhỏ
- Leycesteria sinensis - Quỷ xuy tiêu Trung Quốc
- Leycesteria stipulata
- Leycesteria thibetica - Quỷ xuy tiêu Tây Tạng

## Sử dụng
Một loài, Leycesteria formosa (quỷ xuy tiêu hay kim ngân Himalaya hoặc nhục đậu khấu hoa), là cây trồng trong vườn phổ biến tại Anh.

## Hình ảnh

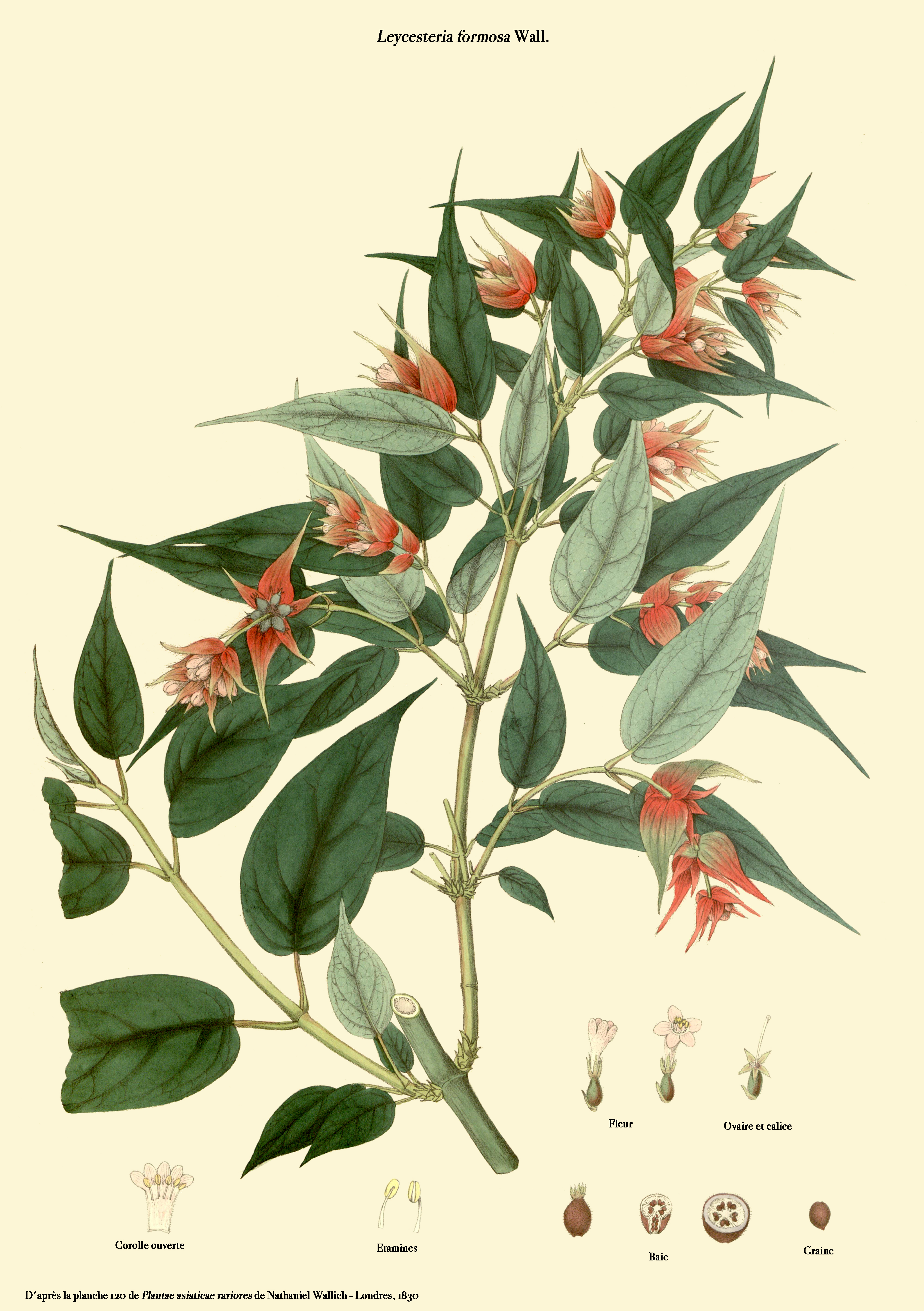
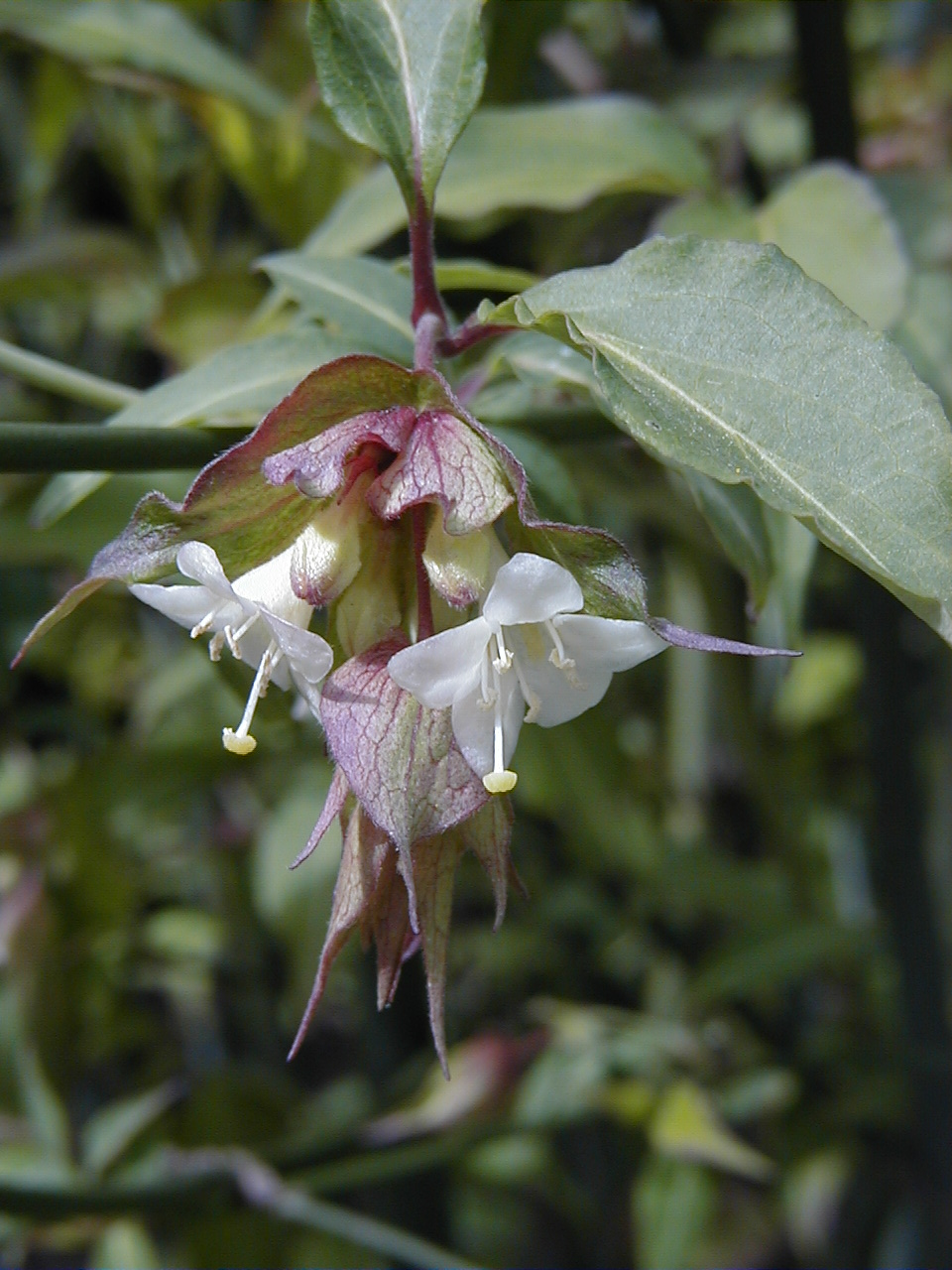
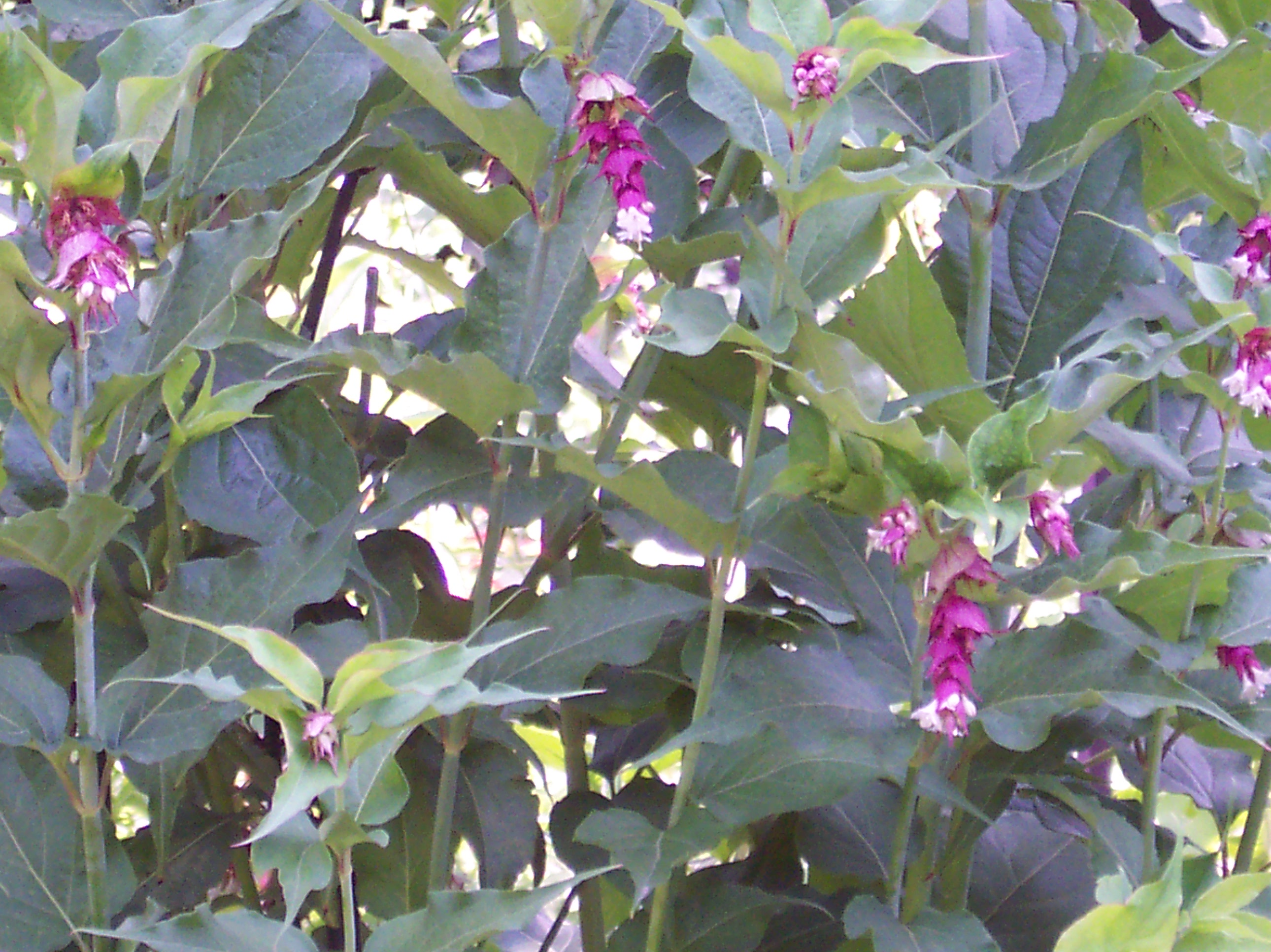
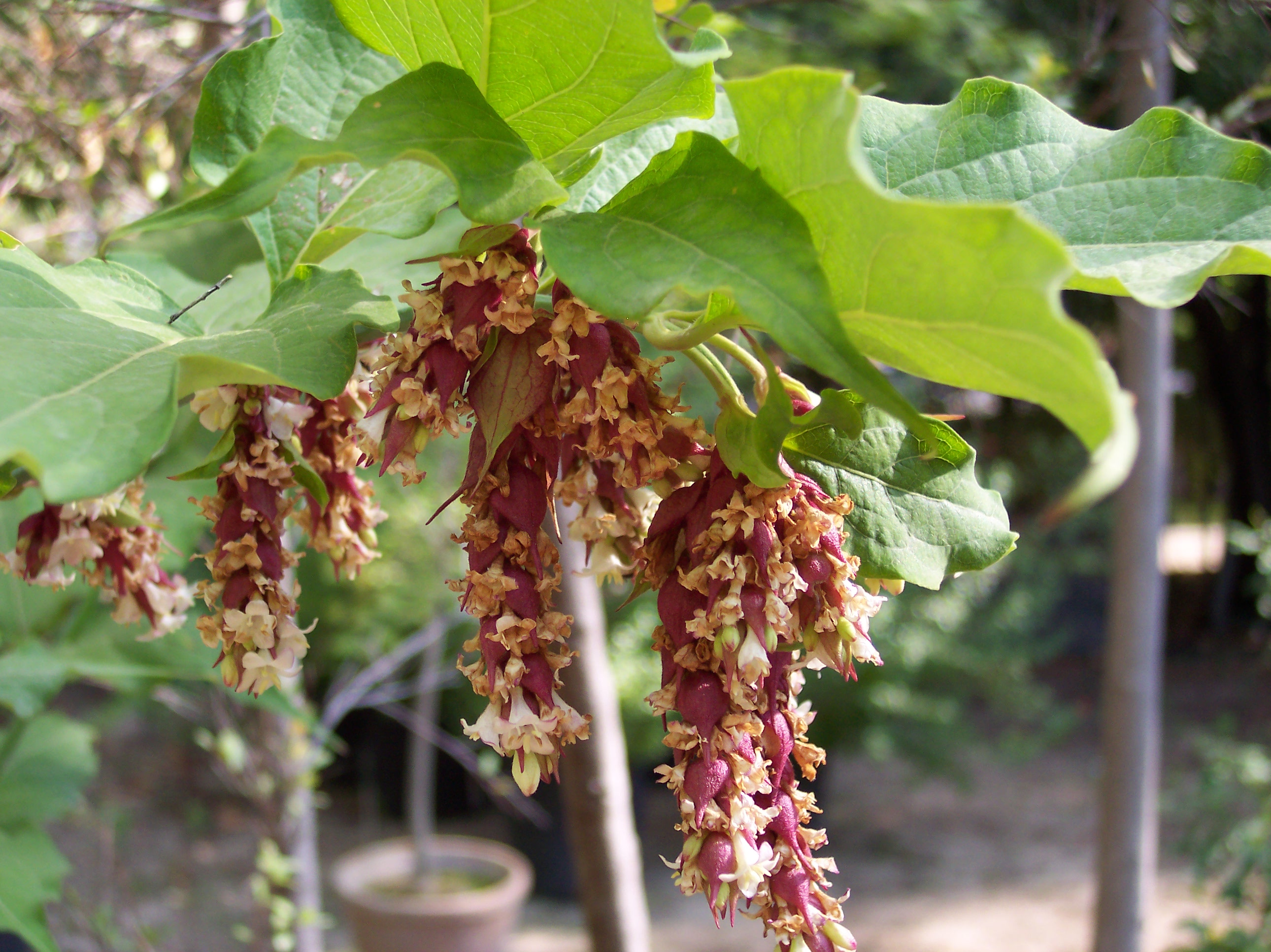